# Campeonato Mundial de Natação em Piscina Curta de 2018 - 200 m borboleta feminino
A prova dos 200 metros nado borboleta feminino do Campeonato Mundial de Natação em Piscina Curta de 2018 foi disputado no dia 12 de dezembro de 2018, no Hangzhou Sports Park Stadium, em Hangzhou, na China. 

## Recordes
Antes desta competição, os recordes mundiais e do campeonato nesta prova eram os seguintes:
|                       | Nome            | Nacionalidade | Tempo   | Local | Data                  |
| --------------------- | --------------- | ------------- | ------- | ----- | --------------------- |
| Recorde mundial       | Mireia Belmonte | Espanha       | 1:59.61 | Doha  | 3 de dezembro de 2014 |
| Recorde do campeonato | Mireia Belmonte | Espanha       | 1:59.61 | Doha  | 3 de dezembro de 2014 |

## Medalhistas
| Ouro                 | Prata              | Bronze                |
| Katinka Hosszú (HUN) | Kelsi Dahlia (USA) | Suzuka Hasegawa (JPN) |

## Resultados

### Eliminatórias
As eliminatórias ocorreram dia 12 de dezembro com um total de 28 nadadoras. 
| Colocação | Bateria | Raia | Nadadora           | Nacionalidade            | Tempo   | Notas |
| --------- | ------- | ---- | ------------------ | ------------------------ | ------- | ----- |
| 1         | 1       | 4    | Kelsi Dahlia       | Estados Unidos           | 2:03.51 | Q     |
| 2         | 3       | 4    | Katinka Hosszú     | Hungria                  | 2:04.68 | Q     |
| 3         | 1       | 3    | Lara Grangeon      | França                   | 2:05.11 | Q     |
| 4         | 1       | 5    | Suzuka Hasegawa    | Japão                    | 2:05.19 | Q     |
| 5         | 3       | 3    | Nao Kobayashi      | Japão                    | 2:05.28 | Q     |
| 6         | 2       | 4    | Zhang Yufei        | China                    | 2:05.99 | Q     |
| 7         | 3       | 5    | Ilaria Bianchi     | Itália                   | 2:06.40 | Q     |
| 8         | 3       | 6    | Ana Monteiro       | Portugal                 | 2:06.49 | Q,    |
| 9         | 2       | 5    | Svetlana Chimrova  | Rússia                   | 2:06.57 |       |
| 10        | 2       | 3    | Nida Eliz Üstündağ | Turquia                  | 2:07.74 |       |
| 11        | 2       | 2    | Catalina Corro     | Espanha                  | 2:07.98 |       |
| 12        | 2       | 6    | Zhang Yuhan        | China                    | 2:08.57 |       |
| 13        | 1       | 2    | Emilie Lovberg     | Noruega                  | 2:08.62 |       |
| 14        | 3       | 2    | Claudia Hufnagl    | Áustria                  | 2:10.71 |       |
| 15        | 1       | 6    | Chan Kin Lok       | Hong Kong                | 2:11.23 |       |
| 15        | 2       | 7    | Isabella Páez      | Venezuela                | 2:11.23 |       |
| 17        | 1       | 7    | Barbora Závadová   | Chéquia                  | 2:12.12 |       |
| 18        | 3       | 1    | Amina Kajtaz       | Bósnia e Herzegovina     | 2:12.95 |       |
| 19        | 3       | 7    | Roza Erdemli       | Turquia                  | 2:14.08 |       |
| 20        | 1       | 1    | Anna Ntountounaki  | Grécia                   | 2:14.58 |       |
| 21        | 3       | 8    | Nicholle Toh       | Singapura                | 2:15.29 |       |
| 22        | 3       | 0    | Alsu Bayramova     | Azerbaijão               | 2:16.16 |       |
| 23        | 1       | 8    | Daniela Alfaro     | Costa Rica               | 2:16.70 |       |
| 24        | 2       | 1    | Vanessa Ouwehand   | Nova Zelândia            | 2:17.52 |       |
| 25        | 3       | 9    | Ri Hye-gyong       | Coreia do Norte          | 2:18.63 |       |
| 26        | 2       | 8    | Sára Niepelová     | Eslováquia               | 2:19.06 |       |
| 27        | 2       | 0    | Lara Aklouk        | Jordânia                 | 2:25.23 |       |
| 28        | 1       | 0    | Natalia Kuipers    | Ilhas Virgens Americanas | 2:29.24 |       |

### Final
A final foi realizada em 12 de dezembro. 
| Colocação         | Raia | Nadadora        | Nacionalidade  | Tempo   | Notas              |
| ----------------- | ---- | --------------- | -------------- | ------- | ------------------ |
| Medalha de ouro   | 5    | Katinka Hosszú  | Hungria        | 2:01.60 |                    |
| Medalha de prata  | 4    | Kelsi Dahlia    | Estados Unidos | 2:01.73 | Recorde da América |
| Medalha de bronze | 6    | Suzuka Hasegawa | Japão          | 2:04.04 |                    |
| 4                 | 3    | Lara Grangeon   | França         | 2:04.91 |                    |
| 5                 | 1    | Ilaria Bianchi  | Itália         | 2:05.57 |                    |
| 6                 | 8    | Ana Monteiro    | Portugal       | 2:05.74 |                    |
| 7                 | 7    | Zhang Yufei     | China          | 2:05.86 |                    |
| 8                 | 2    | Nao Kobayashi   | Japão          | 2:06.24 |                    |

Legenda
| Recorde mundial       | Recorde mundial (World record)               |                       | Recorde africano                      | Recorde africano (African) |                                           | Q | Classificado por posição (Qualified) |
| Recorde do campeonato | Recorde do campeonato (Championship record)  | Recorde da América    | Recorde da América (Americas)         | q                          | Classificado por melhor tempo (Qualified) |   |                                      |
| Melhor marca do ano   | Melhor marca do ano (World leading)          | Recorde asiático      | Recorde asiático (Asian)              | DNS                        | Não largou (Did not start)                |   |                                      |
| Recorde nacional      | Recorde nacional (National record)           | Recorde europeu       | Recorde europeu (European)            | DNF                        | Não terminou (Did not finish)             |   |                                      |
| Recorde pessoal       | Recorde pessoal do atleta (Personal best)    | Recorde da Oceania    | Recorde da Oceania (Oceania)          | DSQ / DQ                   | Desclassificado (Disqualified)            |   |                                      |
| Recorde da temporada  | Recorde da temporada do atleta (Season best) | Recorde sul-americano | Recorde sul-americano (South America) | NM                         | Sem marca (No mark)                       |   |                                      |